# Lijst van Stolpersteine in Utrecht (gemeente)

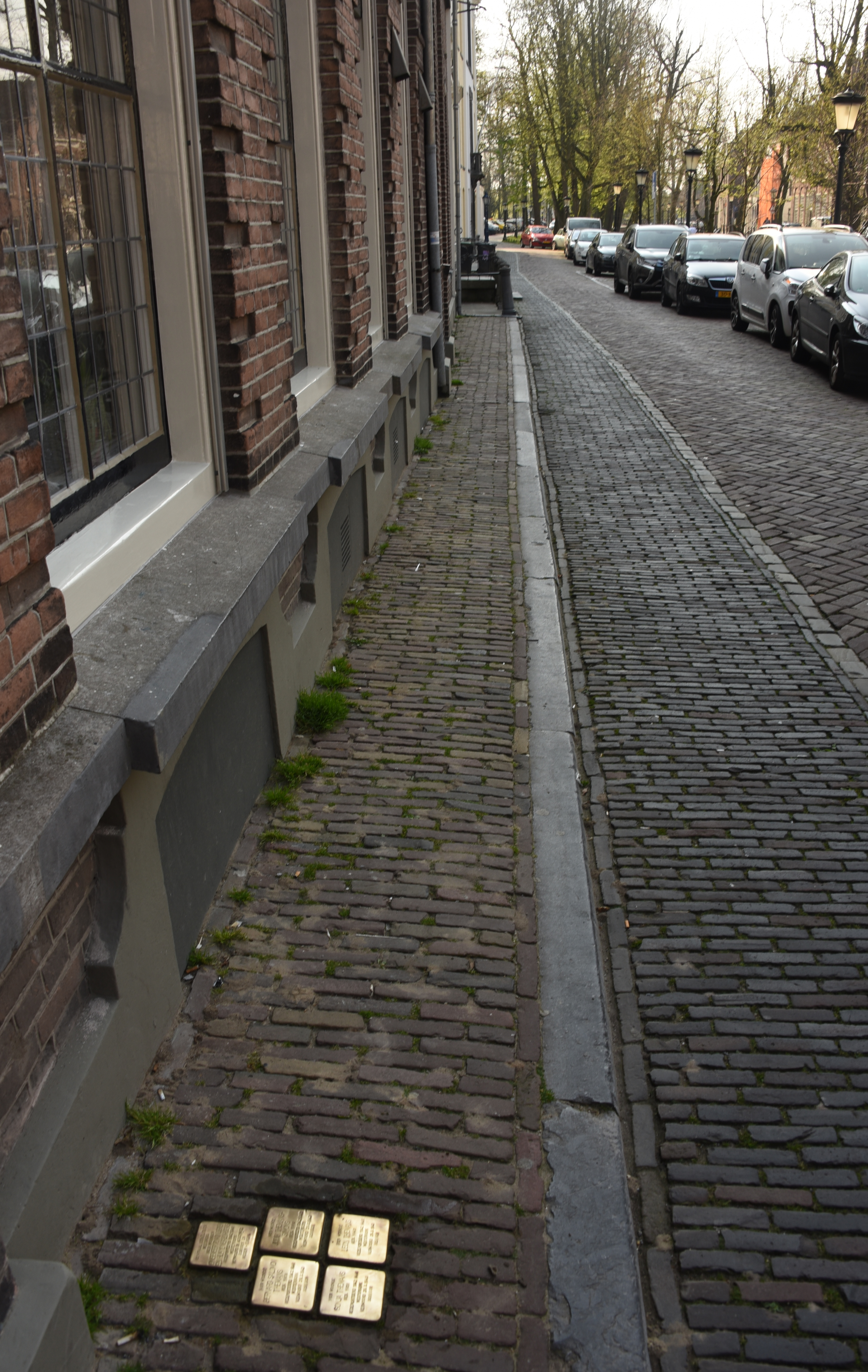
Stolpersteine in Utrecht voor het voormalige Centraal Israëlitisch Weeshuis aan de Nieuwegracht

De lijst van Stolpersteine in Utrecht (gemeente) geeft een overzicht van de gedenkstenen die in de gemeente Utrecht in de Nederlandse provincie Utrecht zijn geplaatst in het kader van het Stolpersteine-project van de Duitse beeldhouwer-kunstenaar Gunter Demnig.
Stolpersteine zijn opgedragen aan slachtoffers van het nationaalsocialisme, al diegenen die zijn vervolgd, gedeporteerd, vermoord, gedwongen te emigreren of tot zelfmoord gedreven door het nazi-regime. Demnig legt voor elk slachtoffer een aparte steen, meestal voor de laatste zelfgekozen woning.
Omdat het Stolpersteine-project doorloopt, kan deze lijst onvolledig zijn.

## Stolpersteine
De eerste Stolperstein die in de stad Utrecht geplaatst is, was voor Josephina Joosten-Groen, die vrijwillig met haar man meeging naar Westerbork. Dezelfde dag plaatste Gunter Demnig vijf Stolpersteine voor het voormalige Centraal Israëlitisch Weeshuis aan de Nieuwegracht: een voor de ongeveer zeventig weeskinderen en hun tien verzorgers en vier voor de familie Themans, die ervoor koos bij de kinderen te blijven toen deze gedeporteerd werden.

### Utrecht
In juni 2025 lagen in de stad Utrecht 265 Stolpersteine. Onderstaande lijst is niet volledig, zo ontbreken onder meer de veertig plaatsingen van 6 oktober 2019, 24 van 25 en 26 mei 2020, twee van 20 oktober 2023 en twaalf van 28 juni 2024.
| Afbeelding | Inscriptie | Adres                                      | Herdachte persoon |
| ---------- | --- | ------------------------------------------ | --- |
|            | HIER WOONDE KLARA VAN AALS GEB. 1922 VERMOORD 5.2.1943 AUSCHWITZ | Begijnekade 10                             | Klara (Claartje) van Aals (1922-1943) was de dochter van Izaak van Aals en Naatje de Leeuw. Op 22 december 1940 ging ze naar Het Apeldoornsche Bosch om daar als verpleegster te werken. Tijdens de deportatie op 21 januari 1943 koos ze ervoor niet onder te duiken. Claartje en een groep andere personeelsleden werden naar Westerbork gebracht en naar Auschwitz gedeporteerd. In 1995 werden de brieven gepubliceerd die ze tussen 1940 en 1943 aan haar vriendin Aagje Kaagman schreef. |
|            | HIER WOONDE ABRAHAM BACHRA GEB. 1891 VERMOORD 11.2.1944 AUSCHWITZ | Marnixlaan 156                             | Abraham Bachra (1891-1944) |
|            | HIER WOONDE JEANNE MARIANNA BACHRA GEB. 1924 VERMOORD 11.2.1944 AUSCHWITZ | Marnixlaan 156                             | Jeanne Marianna Bachra (1924-1944) |
|            | HIER WOONDE SIMON BACHRA GEB. 1918 VERMOORD 30.6.1944 MIDDEN-EUROPA | Marnixlaan 156                             | Simon Bachra (1918-1944) |
|            | HIER WOONDE KAATJE BACHRA- BERKLOU GEB. 1889 VERMOORD 11.2.1944 AUSCHWITZ | Marnixlaan 156                             | Kaatje Bachra-Berklou (1889-1944) |
|            | HIER STUDEERDE MARIANNE HELENA BLAZER GEB. 1917 GEDEPORTEERD 10-11-1942 UIT WESTERBORK VERMOORD 13-11-1942 AUSCHWITZ                                                                                            | Domplein 29                                | Marianne Helena Blazer (1917-1942) |
|            | HIER WOONDE MAX MICHAEL BRESLAUER GEB. 1936 GEDEPORTEERD 1944 UIT WESTERBORK VERMOORD 21.10.1944 AUSCHWITZ | Petrarcalaan 59                            | Mischa Breslauer (1936-1944) was een zoon van Rudolf en Bella Breslauer. |
|            | HIER WOONDE RUDOLF WERNER BRESLAUER GEB. 1903 GEDEPORTEERD 1944 UIT WESTERBORK AUSCHWITZ VERMOORD 1945 MIDDEN EUROPA                                                                                            | Petrarcalaan 59                            | Rudolf Breslauer (1903-1945) was een Duitse fotograaf van Joodse afkomst, die met zijn vrouw Bella en hun drie kinderen naar Nederland was gevlucht. In 1942 werd het gezin gedeporteerd naar kamp Westerbork. Daar kreeg hij de opdracht om pasfoto's van de gevangenen te maken en het leven in het kamp op foto's en film vast te leggen, wat leidde tot de Westerborkfilm. In de herfst van 1944 werden zij naar Auschwitz gedeporteerd. |
|            | HIER WOONDE STEFAN BRESLAUER GEB. 1931 GEDEPORTEERD 1944 UIT WESTERBORK VERMOORD 21.10.1944 AUSCHWITZ | Petrarcalaan 59                            | Stefan Breslauer (1931-1944) was een zoon van Rudolf en Bella Breslauer. |
|            | HIER WOONDE URSULA BRESLAUER GEB. 1928 GEDEPORTEERD 1944 UIT WESTERBORK AUSCHWITZ BEVRIJD | Petrarcalaan 59                            | Ursula Breslauer (1928-2020) was de dochter van Rudolf en Bella Breslauer. Zij heeft de oorlog overleefd en woont onder de naam Chanita Mozes in Israël. |
|            | HIER WOONDE BELLA BRESLAUER- WEIHSMANN GEB. 1907 GEDEPORTEERD 1944 UIT WESTERBORK VERMOORD 21.10.1944 AUSCHWITZ                                                                                                 | Petrarcalaan 59                            | Bella Breslauer-Weihsmann (1907-1944) was de echtgenote van Rudolf Breslauer. |
|            | HIER WOONDE JEANETTA BROUWER-SWAAB GEB. 1875 VERMOORD 31.8.1942 AUSCHWITZ | Lange Lauwerstraat 15                      | Jeanetta Brouwer-Swaab (1875-1942) |
|            | HIER WOONDE ISAAC COHENSIUS GEB. 1910 GEDEPORTEERD 31-8-1942 UIT WESTERBORK MEERDERE KAMPEN LANGENBIELAU1 'SPORTSCHULE' BEVRIJD                                                                                 | Zaagmolenkade 28                           | Isaac Cohensius (1910-1993) |
|            | HIER WOONDE ESTER COHENSIUS- VAN DER HOEDEN GEB. 1914 GEDEPORTEERD 31-8-1942 UIT WESTERBORK VERMOORD 3-9-1942 AUSCHWITZ                                                                                         | Zaagmolenkade 28                           | Ester Cohensius-van der Hoeden (1914-1942) |
|            | HIER WOONDE HARTOG COURLANDER GEB. 1875 GEDEPORTEERD 1942 UIT WESTERBORK THERESIENSTADT VERMOORD 11.12.1942 AUSCHWITZ                                                                                           | Franz Schubertstraat 85                    | Hartog Courlander werd geboren in Amsterdam op 23 oktober 1875. Hij was gepensioneerd controleur bij de Nederlandse Spoorwegen. |
|            | HIER WOONDE ALIE COURLANDER- NORDEN GEB. 1874 GEDEPORTEERD 1942 UIT WESTERBORK THERESIENSTADT VERMOORD 11.12.1942 AUSCHWITZ                                                                                     | Franz Schubertstraat 85                    | Alie Courlander-Norden was geboren in Groningen op 7 september 1874. Zij was de echtgenote van Hartog Courlander. |
|            | HIER WOONDE ANTHOON G. DAS GEB. 1917 VERZETSSTRIJDER GEARRESTEERD 20-10-1943 UTRECHT GEDEPORTEERD 1944 UIT VUGHT STALAG IVB MÜHLBERG BEVRIJD BEZWEKEN 26-12-1946 UTRECHT                                        | Schimmelpennincklaan 14                    | Anton Das (1917-1946) |
|            | HIER WOONDE KLARA CHAJA ELLENBERG GEB. 1897 VERMOORD 22.5.1944 AUSCHWITZ | Van der Goesstraat 6 Kaart (OSM)           | Klara Chaja Ellenberg (1897-1944) |
|            | HIER WOONDE LOUIS CHARLES ENGELSMAN GEB. 1924 GEARRESTEERD BELGIË GEDEPORTEERD 24-10-1942 UIT MECHELEN VERMOORD 27-10-1942 AUSCHWITZ                                                                            | Justus van Effenstraat 1                   | Louis Charles Engelsman (1924-1942) |
|            | HIER WOONDE JUDITH COHEN- ENGELSMAN GEB. 1921 GEDEPORTEERD 18-5-1943 UIT WESTERBORK VERMOORD 21-5-1943 SOBIBOR                                                                                                  | Justus van Effenstraat 1                   | Judith Cohen-Engelsman (1921-1943) |
|            | HIER WOONDE LOUIS HARTOG FRIJDA GEB. 1885 VERMOORD 14.5.1943 SOBIBOR | Schroeder van der Kolkstraat 1 Kaart (OSM) | Louis Hartog Frijda (1885-1943) |
|            | HIER WOONDE MIETJE FRIJDA-LEVERPOLL GEB. 1885 VERMOORD 14.5.1943 SOBIBOR | Schroeder van der Kolkstraat 1 Kaart (OSM) | Mietje Frijda-Leverpoll (1885-1943) |
|            | HIER WOONDE ABRAHAM GAZAN GEB. 1920 VERMOORD 7.5.1943 SOBIBOR | Van Musschenbroekstraat 48                 | Abraham Gazan (1920-1943) |
|            | HIER WOONDE EMMA GAZAN GEB. 1924 VERMOORD 30.9.1942 AUSCHWITZ | Van Musschenbroekstraat 48                 | Emma Gazan (1924-1942) |
|            | HIER WOONDE EPHRAIM GAZAN GEB. 1891 VERMOORD 30.9.1942 AUSCHWITZ | Van Musschenbroekstraat 48                 | Ephraim Gazan (1891-1942) |
|            | HIER WOONDE BERTHA GAZAN- SANDERS GEB. 1895 VERMOORD 30.9.1942 AUSCHWITZ | Van Musschenbroekstraat 48                 | Bertha Gazan-Sanders (1895-1942) |
|            | HIER WOONDE SARA ELISABETH VAN GELDEREN GEB. 1898 VERMOORD 11.6.1943 SOBIBOR | Springweg 138b Kaart (OSM)                 | Sara Elisabeth van Gelderen en haar zus Theresia van Gelderen waren ongehuwd en actief als werksters. Zij konden niet onderduiken omdat ze niet veel geld hadden. In 1943 werden ze op transport naar Westerbork gezet en daarna direct door naar Sobibór, waar ze direct werden vergast. |
|            | HIER WOONDE THERESIA VAN GELDEREN GEB. 1897 VERMOORD 11.6.1943 SOBIBOR | Springweg 138b Kaart (OSM)                 | Theresia van Gelderen was de zus van Sara Elisabeth van Gelderen. |
|            | HIER WOONDE JENNY VAN GENDERINGEN GEB. 1932 ONDERGEDOKEN 1942 BUSSUM OVERLEEFD | Servaasbolwerk 11                          | Jenny van Genderingen (1932-2020)` |
|            | HIER WOONDE JOZEF VAN GENDERINGEN GEB. 1894 HUIS ONTEIGEND VLUCHT IN DE DOOD 1941 UTRECHT | Servaasbolwerk 11                          | Jozef van Genderingen (1894-1941)` |
|            | HIER WOONDE LINEKE VAN GENDERINGEN GEB. 1926 ONDERGEDOKEN 1942 KORTENHOEF OVERLEEFD | Servaasbolwerk 11                          | Lineke van Genderingen (1926-1974)` |
|            | HIER WOONDE ROOSJE VAN GENDERINGEN GEB. 1942 ONDERGEDOKEN 1942 BUSSUM OVERLEEFD | Servaasbolwerk 11                          | Roosje van Genderingen (1902-?) |
|            | HIER WOONDE ABRAHAM MEIJER HAMBURGER GEB. 1918 VERMOORD 12.8.1942 AUSCHWITZ | Van der Goesstraat 74 Kaart (OSM)          | Abraham Meijer Hamburger (1918-1942)` |
|            | HIER WOONDE JONAS HAMBURGER GEB. 1920 OVERLEDEN 31.8.1943 MIDDEN-EUROPA | Van der Goesstraat 74 Kaart (OSM)          | Jonas Hamburger (1920-1943)` |
|            | HIER WOONDE MEIJER HAMBURGER GEB. 1891 VERMOORD 8.10.1942 AUSCHWITZ | Van der Goesstraat 74 Kaart (OSM)          | Meijer Hamburger (1891-1942) |
|            | HIER WOONDE ANNA HAMBURGER- ROODFELD GEB. 1891 VERMOORD 8.10.1942 AUSCHWITZ | Van der Goesstraat 74 Kaart (OSM)          | Anna Hamburger-RoodFeld (1891-1942) |
|            | HIER WOONDE SARA HILVERSUM- QUERIDO GEB. 1905 VERMOORD 23.7.1943 SOBIBOR | Bergstraat 6                               | Sara Hilversum-Querido (1905-1943) |
|            | HIER WOONDE ALBERT DE JONG GEB. 1923 GEDEPORTEERD 1943 UIT WESTERBORK VERMOORD 11.6.1943 SOBIBOR | Molièrelaan 8                              | Albert de Jong (1923-1943) |
|            | HIER WOONDE HENRI DE JONG GEB. 1919 ONDERGEDOKEN 1942 MEERDERE PLAATSEN GEARRESTEERD 3-12-1943 LEIDEN GEÏNTERNEERD 3-12-1943 'ORANJEHOTEL' SCHEVENINGEN GEDEPORTEERD 25-1-1944 UIT WESTERBORK BEVRIJD AUSCHWITZ | Molièrelaan 8                              | Henri de Jong (1919-2010) |
|            | HIER WOONDE ISRAËL DE JONG GEB. 1884 ONDERGEDOKEN 1942 MEERDERE PLAATSEN OVERLEEFD | Molièrelaan 8                              | Israël de Jong (1884-1968) |
|            | HIER WOONDE MARTIN ANDRIES DE JONG GEB. 1890 GEDEPORTEERD 1942 UIT WESTERBORK VERMOORD 19.10.1942 AUSCHWITZ | Maliesingel 36                             | Martin Andries de Jong was huisarts in Utrecht. Na verraad werd hij opgepakt wegens hulpverlening aan Joodse onderduikers. Hoewel hij een "Sperr" had en getracht werd hem in Westerbork als kampdokter te houden, werd hij in Auschwitz vermoord. |
|            | HIER WOONDE LEENDERT TINUS DE JONG GEB. 1919 GEDEPORTEERD 1942 UIT WESTERBORK VERMOORD 15.12.1942 AUSCHWITZ | Maliesingel 36                             | Leendert Tinus de Jong was een zoon van Martin Andries de Jong. |
|            | HIER WOONDE JOHANNA DE JONG-BRONKHORST GEB. 1888 ONDERGEDOKEN 1942 MEERDERE PLAATSEN OVERLEEFD | Molièrelaan 8                              | Johanna de Jong-Bronkhorst (1888-1969) |
|            | HIER WOONDE HERMANN JACQUES JORDAN GEB. 1877 ONTSLAGEN 1-4-1943 UNIVERSITEIT UTRECHT ONDERGEDOKEN OVERLEDEN 21-9-1943 WAGENINGEN                                                                                | Frans Halsstraat 19                        | Hermann Jacques Jordan (1877-1943) |
|            | HIER WOONDE NANETTE JORDAN-VAN WITSEN GEB. 1871 ONDERGEDOKEN 1-4-1943 WAGENINGEN BEVRIJD | Frans Halsstraat 19                        | Nanette Jordan-van Witsen (1871-1959) |
|            | HIER WOONDE JOSEPHINA JOOSTEN- GROEN GEB. 1908 GEDEPORTEERD 1942 UIT WESTERBORK VERMOORD 12.10.1942 AUSCHWITZ                                                                                                   | Schoutenstraat 12                          | Josephina Joosten-Groen werkte in de woninginrichtingzaak van haar ouders en woonde na het overlijden van haar vader met haar moeder boven de winkel. Zij was verloofd met Albert Joosten, die in Groningen woonde. In 1942 is Albert met zijn hele familie opgepakt en naar kamp Westerbork gestuurd. Hij kreeg verlof uit Westerbork om met Josephina te trouwen, op voorwaarde dat hij zich na tien dagen met zijn echtgenote weer meldde. Zou hij dat niet doen, dan zou zijn hele familie onmiddellijk op transport worden gezet. Albert en Josephina zijn op 2 september 1942 getrouwd. Na tien dagen in Utrecht zijn ze samen naar Westerbork vertrokken, waarna zij binnen enkele weken naar Auschwitz gedeporteerd zijn. |
|            | HIER WOONDE LOUIS KEIZER GEB. 1904 VERMOORD 9-4-1944 SOBIBOR | Servaasbolwerk 3                           | Louis Keizer (1904-1943) |
|            | HIER WOONDE REBEKKA KEIZER-HAAS GEB. 1912 VERMOORD 9-4-1944 SOBIBOR | Servaasbolwerk 3                           | Rebekka Keizer-Haas (1912-1943) |
|            | HIER WOONDE ANNA KENTIE- STOPPELMANN GEB. 1906 VERMOORD 6.3.1944 SOBIBOR | Breedstraat 1 boven                        | Anna Kentie-Stoppelmann (1906-1944) |
|            | HIER WOONDE KITTIE KOPERBERG GEB. 1892 VERMOORD 14.5.1943 SOBIBOR | Domstraat 5                                | Kitty Koperberg werd geboren in Weltevreden in Nederlands-Indië. Ze studeerde Botanie en Zoölogie aan de Universiteit van Utrecht. In 1938 werkte zij bij het KNMI, maar in 1940 moest ze daar weg toen Joden niet meer bij overheidsdiensten mochten werken. |
|            | HIER WOONDE ELLY KOPERBERG GEB. 1897 VERMOORD 14.5.1943 SOBIBOR | Domstraat 5                                | Elly Koperberg was een zus van Kitty Koperberg. Zij was lerares aan de Gemeentelijke Handelsdagschool. In 1942 doken de zussen onder in Epe, maar ze werden gevonden en via Westerbork naar Sobibor gestuurd. |
|            | HIER WOONDE ERICH KRAMER GEB. 1893 GEDEPORTEERD 1944 UIT WESTERBORK THERESIENSTADT VERMOORD 3.1.1945 AUSCHWITZ                                                                                                  | Chopinstraat 25                            | Erich Kramer (1893-1945) |
|            | HIER WOONDE WALTER KRAMER GEB. 1929 GEDEPORTEERD 1944 UIT WESTERBORK THERESIENSTADT VERMOORD 3.10.1944 AUSCHWITZ                                                                                                | Chopinstraat 25                            | Walter Kramer (1929-1944) |
|            | HIER WOONDE ALIDA KROON-SANDERS GEB. 1916 VERMOORD 24.8.1942 AUSCHWITZ | Catharijnesingel 38 Kaart (OSM)            | Alida Kroon-Sanders (1916-1942) |
|            | HIER WOONDE ELI EMIL KUPFERSCHLAG GEB. 1870 VERMOORD 19.2.1943 AUSCHWITZ | Professor Pullelaan 9                      | Eli Emil Kupferschlag (1870-1943) |
|            | HIER WOONDE FRIEDRICH JOSEF KUPFERSCHLAG GEB. 1901 VERMOORD 5.3.1943 SOBIBOR | Professor Pullelaan 9                      | Friedrich Josef Kupferschlag (1901-1943) |
|            | HIER WOONDE KARL WALTER KUPFERSCHLAG GEB. 1930 VERMOORD 5.3.1943 SOBIBOR | Professor Pullelaan 9                      | Karl Werner Kupferschlag (1930-1943) |
|            | HIER WOONDE JOHANNA HILDEGARD KUPFERSCHLAG- HOCHHEIMER GEB. 1906 VERMOORD 5.3.1943 SOBIBOR | Professor Pullelaan 9                      | Johanna Hildegard Kupferschlag-Hochheimer (1906-1943) |
|            | HIER WOONDE HARTOG LEVIE LEVER GEB. 1915 VERMOORD 9.4.1943 SOBIBOR | Biltstraat 20 bis                          | Hartog Levie Lever (1915-1943) |
|            | HIER WOONDE JUDITH LEVER GEB. 1912 VERMOORD 19.2.1943 AUSCHWITZ | Biltstraat 20 bis                          | Judith Lever (1912-1943) |
|            | HIER WOONDE LEVIE HARTOG LEVER GEB. 1874 VERMOORD 19.2.1943 AUSCHWITZ | Biltstraat 20 bis                          | Levie Hartog Lever (1874-1943) |
|            | HIER WOONDE FLOORTJE LEVER- WOODHUISEN GEB. 1885 VERMOORD 19.2.1943 AUSCHWITZ | Biltstraat 20 bis                          | Floortje Lever-Woudhuisen (1885-1943) |
|            | HIER STUDEERDE CORNELIS VAN LIER GEB. 1912 GEVLUCHT IN DE DOOD 14-5-1940 HAARLEM | Domplein 29                                | Cornelis van Lier (1912-1940) |
|            | HIER WOONDE SELMA MAKOWSKIJ-LUFT GEB. 1878 VERMOORD 31.8.1942 AUSCHWITZ | Willem van Noortstraat 17 (was 9)          | Selma Makowskij-Luft (1878-1942) |
|            | HIER WOONDE DAVID MEIBOOM GEB. 1890 VERMOORD 9-7-1943 SOBIBOR | Twijnstraat 16-BS                          | David Meiboom (1890-1943) |
|            | HIER WOONDE SANTJE MEIBOOM GEB. 1926 VERMOORD 9-7-1943 SOBIBOR | Twijnstraat 16-BS                          | Santje Meiboom (1926-1943) |
|            | HIER WOONDE SARA MEIBOOM- DE VRIES GEB. 1886 VERMOORD 9-7-1943 SOBIBOR | Twijnstraat 16-BS                          | Sara Meiboom-de Vries (1886-1943) |
|            | HIER WOONDE KLAAS POSTMA GEB. 1904 GEARRESTEERD 25.8.1943 ORANJEHOTEL SCHEVENINGEN VERMOORD 29.2.1944 WAALSDORPERVLAKTE BIJ DEN HAAG                                                                            | Franz Schubertstraat 37                    | Klaas Postma was geboren op 25 december 1904 in Meppel. Hij was de oprichter van verzetsgroep Oranje Vrijbuiters. Ondanks de Duitse overburen namen de Postma's Joodse onderduikers in huis. Ook verzamelden ze wapens en verstopten die op zolder. In 1943 werd een knokploeg opgericht om aan bonkaarten, blanco persoonsbewijzen en andere noodzakelijke middelen te kunnen komen. De groep werd uiteindelijk verraden en gefusilleerd op de Waalsdorpervlakte. Na de oorlog is hij herbegraven op de begraafplaats Tolsteeg. |
|            | HIER WOONDE LEVIE QUERIDO GEB. 1882 VERMOORD 21.5.1943 SOBIBOR | Bergstraat 6                               | Levie Querido (1882-1943) |
|            | HIER WOONDE ROOSJE QUERIDO- LEVER GEB. 1881 VERMOORD 27.8.1943 AUSCHWITZ | Bergstraat 6                               | Roosje Querido-Lever (1881-1943) |
|            | HIER WOONDE EDUARD SANDERS GEB. 1886 VERMOORD 24.8.1942 AUSCHWITZ | Catharijnesingel 38 Kaart (OSM)            | Eduard Sanders (1886-1942) |
|            | HIER WOONDE EVALINA SANDERS GEB. 1925 VERMOORD 24.8.1942 AUSCHWITZ | Catharijnesingel 38 Kaart (OSM)            | Evalina Sanders (1925-1942) |
|            | HIER WOONDE EVELINA SANDERS-KATS GEB. 1895 VERMOORD 24.8.1942 AUSCHWITZ | Catharijnesingel 38 Kaart (OSM)            | Evelina Sanders-Kats (1885-1942) |
|            | HIER WOONDE ELISABETH SIMONS COHEN- ALTER GEB. 1899 VERMOORD 30.9.1942 AUSCHWITZ | Mauritsstraat 93                           | Elisabeth Simons Cohen-Alter (1899-1942) |
|            | HIER WOONDE SIGMUND LOUIS SIMONS COHEN GEB. 1890 VERMOORD 30.9.1942 AUSCHWITZ | Mauritsstraat 93                           | Sigmund Louis Simons Cohen (1890-1942) |
|            | CENTRAAL ISRAËLITISCH WEESHUIS HIER WOONDEN ONGEVEER 70 KINDEREN EN HUN 10 VERZORGERS GEDEPORTEERD 1942 NAAR WESTERBORK VERMOORD IN AUSCHWITZ SOBIBOR EN MIDDEN-EUROPA                                          | Nieuwegracht 92                            | Begin 1942 had het Centraal Israëlitisch Weeshuis ongeveer veertig pupillen en dertig gastkinderen die na de Kristallnacht uit Duitsland waren gevlucht. Alle ongeveer zeventig kinderen en hun tien verzorgers werden gedeporteerd. De uit Duitsland gevluchte kinderen gingen direct naar Kamp Westerbork. De Nederlandse kinderen verhuisden eerst naar een weeshuis in Amsterdam, en in 1943 werden ook zij naar Westerbork weggevoerd. Van daaruit gingen zij op transport naar Oost-Europa. Op een enkeling na werden ze allemaal vermoord in de concentratiekampen. |
|            | HIER WOONDE BERNARD SALOMON THEMANS GEB. 1909 GEDEPORTEERD 1942 NAAR WESTERBORK VERMOORD 20.3.1943 SOBIBOR | Nieuwegracht 92                            | Bernard Salomon Themans (1909-1943) en zijn echtgenote Judik Themans-Simons vormden de directie van het Centraal Israëlitisch Weeshuis. In 1942 kregen zij de gelegenheid te ontsnappen, maar ze verkozen bij de kinderen te blijven. Zij werden met hun vijfjarige dochter Sonja en hun driejarige zoon Leon gedeporteerd, tegelijk met alle weeskinderen en het voltallige personeel van het weeshuis. |
|            | HIER WOONDE JUDIK THEMANS- SIMONS GEB. 1904 GEDEPORTEERD 1942 NAAR WESTERBORK VERMOORD 20.3.1943 SOBIBOR | Nieuwegracht 92                            | Judikje (later: Judik) Simons (1904-1943) was een Nederlandse gymnaste. Zij maakte (als reserve) deel uit van de turnploeg die goud won tijdens de Olympische Zomerspelen 1928 van Amsterdam. In 1935 trouwde zij met Bernard Themans. Het echtpaar vormde de directie van het Centraal Israëlitisch Weeshuis. Zij kregen in 1942 de gelegenheid te ontsnappen maar verkozen bij de kinderen te blijven. (Zie ook Judikje Simons). |
|            | HIER WOONDE SONJA THEMANS GEB. 1938 GEDEPORTEERD 1942 NAAR WESTERBORK VERMOORD 20.3.1943 SOBIBOR | Nieuwegracht 92                            | Sonja Themans (1938-1943) was de dochter van Bernard en Judik Themans. Zie ook Centraal Israëlitisch Weeshuis |
|            | HIER WOONDE LEON THEMANS GEB. 1940 GEDEPORTEERD 1942 NAAR WESTERBORK VERMOORD 20.3.1943 SOBIBOR | Nieuwegracht 92                            | Leon Themans (1940-1943) was de zoon van Bernard en Judik Themans. Zie ook Centraal Israëlitisch Weeshuis |
|            | HIER WOONDE ALIDA DE VRIES GEB. 1924 VERMOORD 30.9.1942 AUSCHWITZ | Huijgenstraat 24-BS Kaart (OSM)            | Alida de Vries (1924-1942) |
|            | HIER WOONDE ISAK DE VRIES GEB. 1900 VERMOORD 9-7-1943 SOBIBOR | Twijnstraat 16-BS                          | Isak de Vries (1900-1943) |
|            | HIER WOONDE JACOB DE VRIES GEB. 1882 VERMOORD 30.9.1942 AUSCHWITZ | Huijgenstraat 24-BS Kaart (OSM)            | Jacob de Vries (1882-1942) |
|            | HIER WOONDE MARCUS DE VRIES GEB. 1895 VERMOORD 9-7-1943 SOBIBOR | Twijnstraat 16-BS                          | Marcus de Vries (1895-1943) |
|            | HIER WOONDE SARA DE VRIES GEB. 1922 VERMOORD 30.9.1942 AUSCHWITZ | Huijgenstraat 24-BS Kaart (OSM)            | Sara de Vries (1922-1942) |
|            | HIER WOONDE KLARA DE VRIES- NORDEN GEB. 1893 VERMOORD 30.9.1942 AUSCHWITZ | Huijgenstraat 24-BS Kaart (OSM)            | Klara de Vries-Norden (1893-1942) |
|            | HIER WOONDE RACHEL WALG-MEIBOOM GEB. 1923 VERMOORD 1-12-1942 AUSCHWITZ | Twijnstraat 16-BS                          | Rachel Walg-Meiboom (1923-1942) |
|            | HIER WOONDE JULIUS WOLFF GEB. 1882 VERMOORD 8.2.1945 BERGEN-BELSEN | Stadhouderslaan 51                         | Julius Wolff (1882-1945) was hoogleraar wis- en natuurkunde aan de Rijksuniversiteit Groningen en aan de Universiteit Utrecht. Het gezin had een sperre: zij stonden op de Barneveldlijst en op de Gerzon-lijst van mensen die bij de kledingzaak Gerzon werkten en daarom door de bezetter nuttig werden geacht voor de oorlogsindustrie. Jules werd ontslagen omdat hij Joods was. In 1943 werd het gezin naar kamp Westerbork gebracht en in 1944 gedeporteerd naar Bergen-Belsen. Daar heeft Jules nog college gegeven. |
|            | HIER WOONDE BETSY WOLFF- GERSONS GEB. 1889 VERMOORD 9.3.1945 BERGEN-BELSEN | Stadhouderslaan 51                         | Betsy Wolff-Gersons (1889-1945) was de echtgenote van Jules Wolff. |
|            | HIER WOONDE ERNST WOLFF GEB. 1919 VERMOORD 3.3.1945 BERGEN-BELSEN | Stadhouderslaan 51                         | Ernst Wolff (1919-1945) was de tweede zoon van Jules en Betsy Wolff. Zijn oudere broer Louis overleed in 1940 in Amsterdam. |

## Data van plaatsingen
- 8 april 2010: Utrecht
- 28 april 2011: Utrecht
- 15 februari 2017: Utrecht
- 23 april 2018: Utrecht
- 6 oktober 2019: Utrecht[8]
- 25 en 26 mei 2020: Utrecht
- 12 september 2021: Utrecht (Lange Lauwerstraat 15)
- 7 maart 2023: Utrecht: een Stolperstein op Pelmolenplantsoen 6
- 22 mei 2023: Utrecht: vier Stolpersteine op Bijlhouwerstraat 1
- 20 oktober 2023: Utrecht: twee Stolpersteine op Paulus Potterstraat 1
- 28 juni 2024: Utrecht: twaalf Stolpersteine op Koekoekstraat 29-BS, Staalstraat 40, Weerdsingel O.Z. 81-BS, Wittevrouwensingel 96D[17]
- 28 augustus 2024: Utrecht: een Stolperstein op Schimmelpennincklaan 14
- 18 oktober 2024: Utrecht: twee Stolpersteine op Frans Halsstraat 19
- 30 november 2024: Utrecht: twee Stolpersteine in de Justus van Effenstraat
- 9 februari 2025: Utrecht: twee Stolpersteine op Servaasbolwerk 3
- 21 maart 2025: Utrecht: vier Stolpersteine op Domplein 29
- 23 maart 2025: Utrecht: zes Stolpersteine op Mauritsstraat 105
- 16 april 2025: Utrecht: zes stolpersteine op Twijnstraat 16-BS
- 22 juni 2025: Utrecht: drie Stolpersteine en een Stolperstein verwijderd voor Sophie de Vries-de Jong op Molièrelaan 8